# Gnomibidion biacutum
Gnomibidion biacutum là một loài bọ cánh cứng trong họ Cerambycidae.